# Венко Марковські
Венко Марковські (болгарська та мак. Венко Марковськи), народився як Веніямін Міланов Тошев (болг. Вениямин Миланов Тошев, трансліт. Veniyamin Milanov Toshev; мак. Вениамин Миланов Тошев, трансліт. Veniamin Milanov Tošev; 5 березня 1915 – 7 січня 1988) був болгарським і македонським письменником, поетом та комуністичним політиком.

## Біографія
Народився 5 березня 1915 року у Скоп'є, Королівство Сербії (нині Північна Македонія). Марковські закінчив середню освіту у Скоп'є, а потім навчався на кафедрі слов'янської філології в Софії. Марковські був членом Македонської літературної групи, заснованої в Скоп'є в 1931 році. Він є важливою постаттю в сучасній македонській літературі, оскільки у 1938 році він опублікував першу сучасну книгу, написану на нестандартизованій македонській мові, Народни бигори (Гіркота народу). Починаючи з 1938 року, він брав участь у Македонському літературному колі в Софії, втілюючи у себе ідеологію македонізму.
Під час Другої світової війни у 1941 році він був висланий в концтабір Енікьой болгарською поліцією як комуністичний активіст. У 1943-1944 роках він був югославським партизаном у Македонії разом із дружиною і п'ятирічним сином Мілем. Він написав деякі з найпопулярніших партизанських маршів Югославських партизанів. Марковські брав участь в Комуністичному опорові в Вардарській Македонії й був активною політичною постаттю в соціалістичній Македонії.
У період з 1944 по 1945 роки Марковські був присутній на трьох комісіях з кодифікації македонської абетки, які були організовані АНОН. Як він згадав через багато років, він намагався включити літеру їрик (ъ) до кодифікації македонської абетки, ця літера також використовувалася в стандартній болгарській орфографії для позначення середньопередньоятного недзвінкого голосного (IPA /ɤ/) (що є поширеним у багатьох македонських діалектах)[джерело?], але відсутня у сербській абетці. Однак позиція Блаже Конески перемогла, і тому літера їрик відсутня в македонській орфографії.
Марковські відкрито підтримував Комінформ і був ув'язнений в інтернатному таборі в Ідрізово після вислання Югославії з Комінформу. У січні 1956 року Марковського знову ув'язнили, цього разу він відбував п'ятирічний термін важкої праці у в'язниці на знаменитому острові Голий Острів у Адріатичне море під іменем "Веніямін Міланов Тошев" за публікацію "Сучасні парадокси" у сербохорватській мові І за його симпатії до Радянського Союзу
У 1965 році він був звільнений з Голого Острову після тиску на Югославію з боку Тодора Живкова і переїхав до Болгарії. У 1968 році його сім'ю вислали з Болгарії. Марковського прийняли болгарські люди, і він скоро почав публікувати болгарською мовою. Багато з його віршів були політичного характеру і прославляли Болгарію. Він також писав вірші-сонети, публікуючи три книги віршованих вінців, присвячених різним історичним постатям. Марковські також написав "Сагу про заповіти", історію Болгарії у віршах (загалом 44 444 вірші). Венко Марковські був членом Болгарського письменницького союзу, членом Болгарської академії наук (1979 рік) і був нагороджений найвищими болгарськими орденами, серед яких «Герой Соціалістичної Праці» (1975 рік) і «Герой Болгарії» (1985 рік). Він був членом декількох парламентів з 1971 року до своєї смерті в 1988 році. Через його твори, написані болгарською мовою, Марковського визнали зрадником македонського народу, і в 1975 році він перебував під захистом болгарської таємної служби, оскільки вважалося, що югославська таємна поліція, УДБА, готує замах на його життя. Лише за сім днів до своєї смерті Марковські заявив у інтерв'ю для Болгарське національне телебачення, що етнічні македонці та македонська мова є наслідком змови Комінтерну. Венко Марковські помер 7 січня 1988 року в Софії у віці 72 роки.

## Твори та погляди
Марковські опублікував свої роботи як на болгарській, так і на македонській.
Після переїзду до Болгарії він підтримував позицію болгарської історіографії щодо македонського питання. У своїй книзі 1981 року Кров товстіша за води, він просив вибачення за свою участь у МР Македонії та заявив про свою болгарську ідентичність.
У своїй книзі 1984 року Голий Острів: Острів Смерті він описав свій досвід у Голому Острові та обставини утримання в'язнів там. Він також стверджував, що македонська ідентичність є болгарським регіоналізмом.
Його поезію македонською мовою критикував болгарський антикомуністичний опозиціонер перших років після Другої світової війни Трифон Кунев у статті у своїй газетній колонці «Малі й маленькі, як маленькі верблюди», під назвою «Маленька поезія маленького поета» , де його вірші були визначені як антиболгарські та створені з метою політичної пропаганди, засуджено його призначення до державної спілки письменників комуністичним функціонером Тодором Павловим, а ідеологічна основа Югославської Республіки Македонія щодо відмови від болгарської минуле її місцевого слов'янського населення порівнювалося із запереченням і жорстоким лихослі́в'я батька сином, який залишив рідний дім.

## Спадщина
Його дружиною була Філімена, і у них було двоє дітей, серед яких письменник Миле Марковський (1939–1975) і викладач піаніно Султана. Його двоє онуків — піонер Інтернету Вені Марковський і журналіст Ігор Марковський.
Протягом свого життя Марковські був прихильником близьких культурних і політичних зв'язків між Македонією та Болгарією. Після отримання незалежності Північної Македонії він був реабілітований, і македонські історики заявили, що він вніс великий внесок у македонську національну справу, попри його проболгарські погляди.